# Теодорос Колокотронис (стадион)
«Тео́дорос Колокотро́нис» (греч. Γήπεδο Θεόδωρος Κολοκοτρώνης) — стадион в городе Триполи (Греция).
Вместимость стадиона — 7 616 мест. «Теодорос Колокотронис» был построен в 1979 году. Стадион носил название Астерас Триполис до 22 ноября 2012 года, когда он был переименован в честь героя Греческой революции Теодороса Колокотрониса.
По мере продвижения клуба Астерас Триполис в иерархии греческого футбола стадион реконструировался и расширялся в 2005, 2007, 2008 и 2010 годах.